# Marija Wassiljewna Suschkowa
Marija Wassiljewna Suschkowa, geboren Chrapowizkaja, (russisch Мария Васильевна Сушкова, урожд. Храповицкая; * 2. Märzjul. / 13. März 1752greg.; † 23. Dezember 1803jul. / 4. Januar 1804greg. in Moskau) war eine russische Übersetzerin.

## Leben
Suschkowa, Tochter aus 2. Ehe des Leibkompanie-Offiziers Wassili Iwanowitsch Chrapowizki, erhielt eine ausgezeichnete häusliche Erziehung. Sie lernte perfekt Französisch, Italienisch, Englisch und Deutsch, aber das Russische beherrschte sie zunächst nur mit Mühe. Dann studierte sie auch Russisch und moderne russische Literatur, um Hofdame werden zu können, und schrieb Gedichte. Sie wurde auf Empfehlung Graf Kirill Rasumowskis von Kaiserin Katharina II. an den Hof eingeladen, die sie zum Gedichtschreiben und Romanübersetzen ermutigte und ihr Zeitschriften für Veröffentlichungen empfahl.
Suschkowa übersetzte aus dem Französischen:
- ins Französische übersetzte Erzählung Eliza Haywoods (1777)
- Jean-François Marmontels Roman Les Incas (1778) über die Sklaverei
- Michel-Jean Sedaines Libretto der Oper Rose et Colas (Musik von Pierre-Alexandre Monsigny)
- Joseph-Gaspard Dubois-Fontanelles Drama Éricie, ou la Vestale
- Marmontels Libretto Zémire et Azor (1784)
- Louis-Sébastien Merciers Theaterstücke Le Déserteur (1784) und L’Habitant de la Guadeloupe

Übersetzungen ins Französische:
- Michail Cheraskows Poem Tschesmenski boi (1772)
- Cheraskows Poem über die russische Poesie (1772)

Auch übersetzte sie aus dem Italienischen und Englischen.
Suschkowa hatte den Oberoffizier des Ismailowski Leibgarde-Regiments Wassili Suschkow (1746–1819) geheiratet, der 1799 der letzte Simbirsker Gouverneur wurde. Mit ihm bekam sie 1775 ihr erstes Kind (von 11) Michail (1775–1792, Schriftsteller und Übersetzer). Mit ihrem Mann lebte sie in Kasan und Simbirsk und hielt sich häufig in Moskau auf. Johann III Bernoulli hatte sie in seinen Reisen durch Brandenburg, Pommern, Preussen, Curland, Russland und Pohlen in den Jahren 1777 und 1778 (Band I, Leipzig 1779) erwähnt.
Der Senator Alexander Chrapowizki (1749–1801) und der Übersetzer und Dichter Michail Chrapowizki (1758–1819) waren Brüder Suschkowas.
Suschkowa starb am 4. Januar 1804 in Moskau und wurde im Nowodewitschi-Kloster bestattet.